# Sergei Witaljewitsch Kisljakow

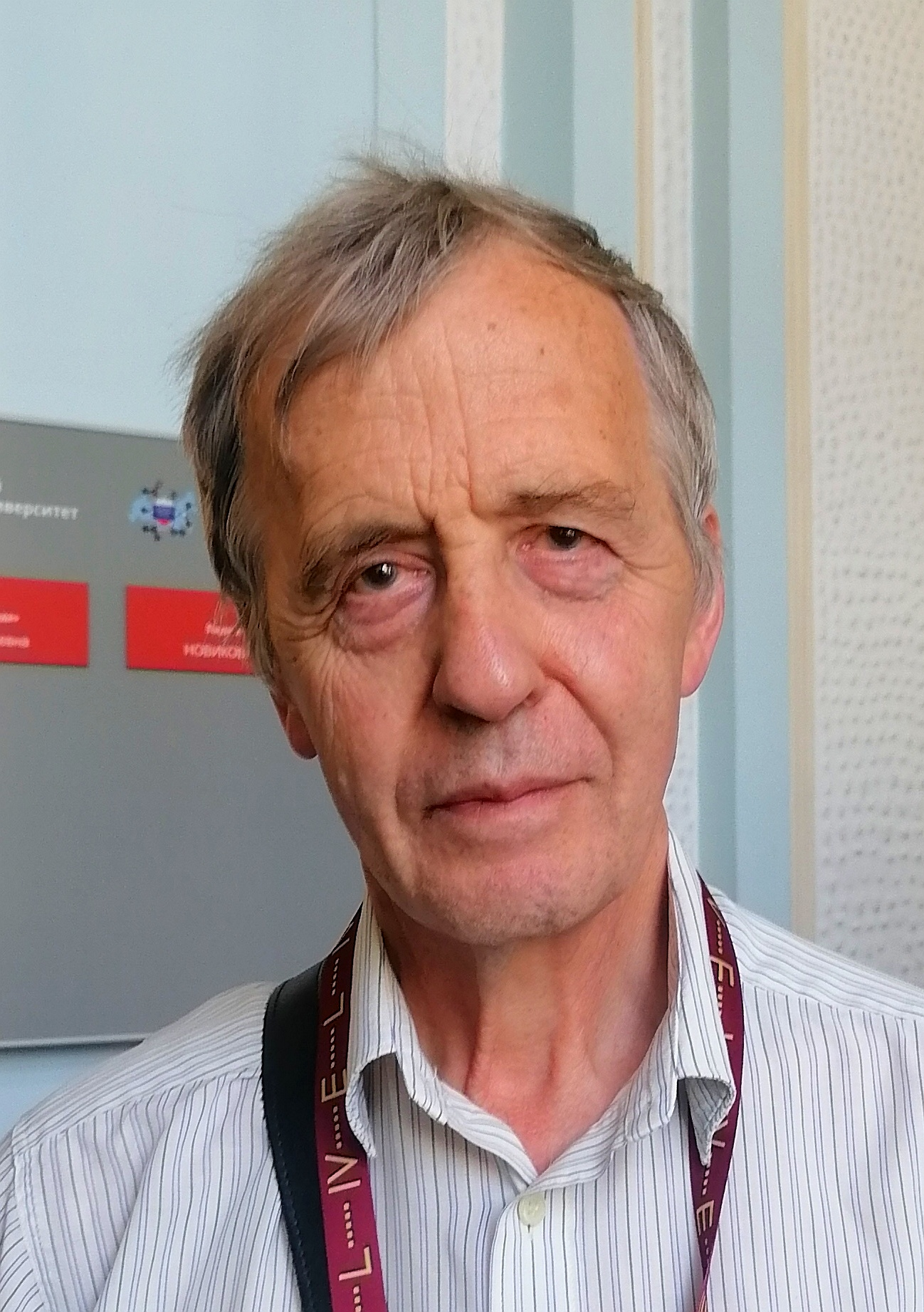
Sergei Witaljewitsch Kisljakow, 2024

Sergei Witaljewitsch Kisljakow (russisch Сергей Витальевич Кисляков, englische Transkription Kislyakov; * 27. Dezember 1950 in Petrosawodsk) ist ein russischer Mathematiker.

## Leben
Kisljakow studierte an der damaligen Universität Leningrad und habilitierte sich 1991 (russischer Doktortitel). Seit März 1976 ist er in der Sankt Petersburger Abteilung des Steklow-Instituts tätig, später wurde er dort Direktor des Labors für Analysis. Außerdem lehrt er an der Staatlichen Universität Sankt Petersburg.
Kisljakow befasst sich mit Funktionenräumen, Fourieranalyse, Interpolation, singulären Integralen und Operatoridealen.
Kisljakow wurde 2006 korrespondierendes und 2016 volles Mitglied der Russischen Akademie der Wissenschaften.

## Schriften (Auswahl)
- mit  Natan Kruglyak: Extremal problems in interpolation theory, Whitney-Besicovitch coverings, and singular integrals, Springer 2013
- mit T. W. Gamelin: Uniform algebras as Banach spaces, in: Handbook of the geometry of Banach spaces, Band 1, Elsevier 2001, S. 671–706
- Classical themes of Fourier analysis, in:  V. P. Khavin, N, K. Nikolskii (Hrsg.): Commutative harmonic analysis I : general survey, classical aspects, Encyclopedia of mathematical sciences, Springer 2011
- Exceptional sets in harmonic analysis, in: V. P. Khavin, N. K. Nikolskii (Hrsg.):  Commutative harmonic analysis IV, Encyclopedia of mathematical sciences, Springer 1992